# Амір-Аббас Говейда
Амір-Аббас Говейда (перс. امیرعباس هویدا; 18 лютого 1919 — 7 квітня 1979) — іранський державний і політичний діяч, очолював уряд країни найдовше з усіх прем'єр-міністрів Ірану.

## Життєпис
Народився в Тегерані. Вищу освіту здобував у Лондоні, що дозволило йому вільно спілкуватись англійською. Потім, після нетривалого проживання у Франції 1939 року, продовжив навчання у Брюссельському вільному університеті, який закінчив 1941 року за спеціальністю політологія.
Кар'єру Амір-Аббас розпочав у міністерстві закордонних справ Ірану: на дипломатичній роботі в Парижі (1945-1947), Бонні (1947-1951), Анкарі (1957) та в ООН у Нью-Йорку (1951—1957). 1958 року був призначений членом правління Національної іранської нафтової компанії.
27 січня 1965 року очолив уряд. У жовтні 1971 року під його керівництвом організовувались урочистості в Персеполі, присвячені 2500-річчю іранської монархії. Того ж року здобув перемогу на загальних виборів і залишився на посту глави уряду.
У січні 1978 року в Ірані почалась Ісламська революція, втім Амір-Аббас Говейда відмовився залишити країну. В листопаді 1978 його затримали співробітники САВАК, після чого він утримувався під домашнім арештом. У лютому 1979 року Мохаммед Реза Пахлаві втік з країни й до влади прийшов аятола Хомейні. Після цього Говейда потрапив до рук повстанців. 7 квітня 1979 року він був засуджений Ісламським революційним судом до страти й розстріляний того ж дня.